# Reloj polar
El reloj polar es un tipo de reloj de sol que tiene su plano paralelo al eje terrestre. Se trata de un reloj con plano inclinado sobre el horizonte del lugar un ángulo equivalente a la latitud. Esta característica hace que tenga las líneas horarias paralelas entre sí, además de ser paralelas al stilo. Estos relojes poseen otras características como la de ser universales, es decir válidos a cualquier latitud sin cambio en la red horaria. Este tipo de relojes, al igual que los horizontales, ecuatoriales (generalmente de tipo armilar) son muy habituales en los jardines y cementerios como motivo ornamental. 
|                                         |
| Trazado de las horas (rectas paralelas) |

|                                                        |
| 'K' es el gnomon en forma rectangular (Horas extremas) |

## Características

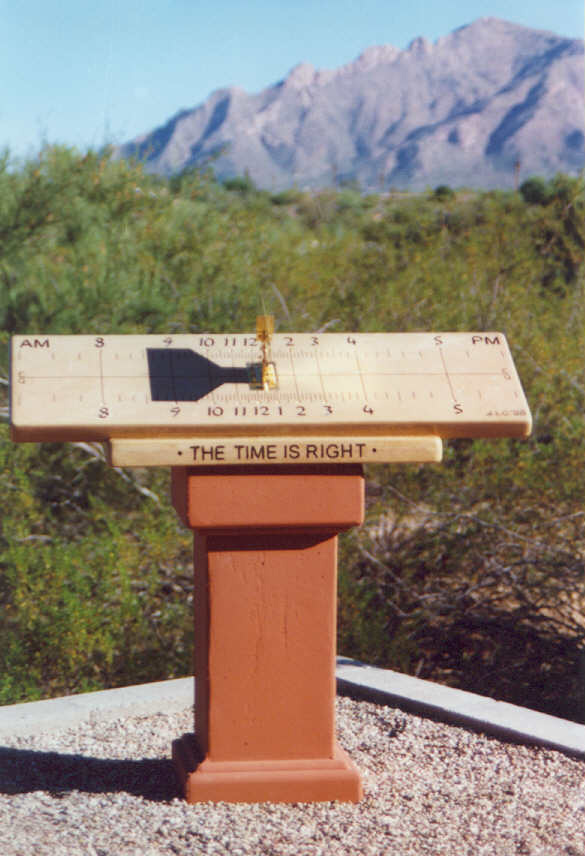
Reloj polar de gran tamaño en una latitud boreal

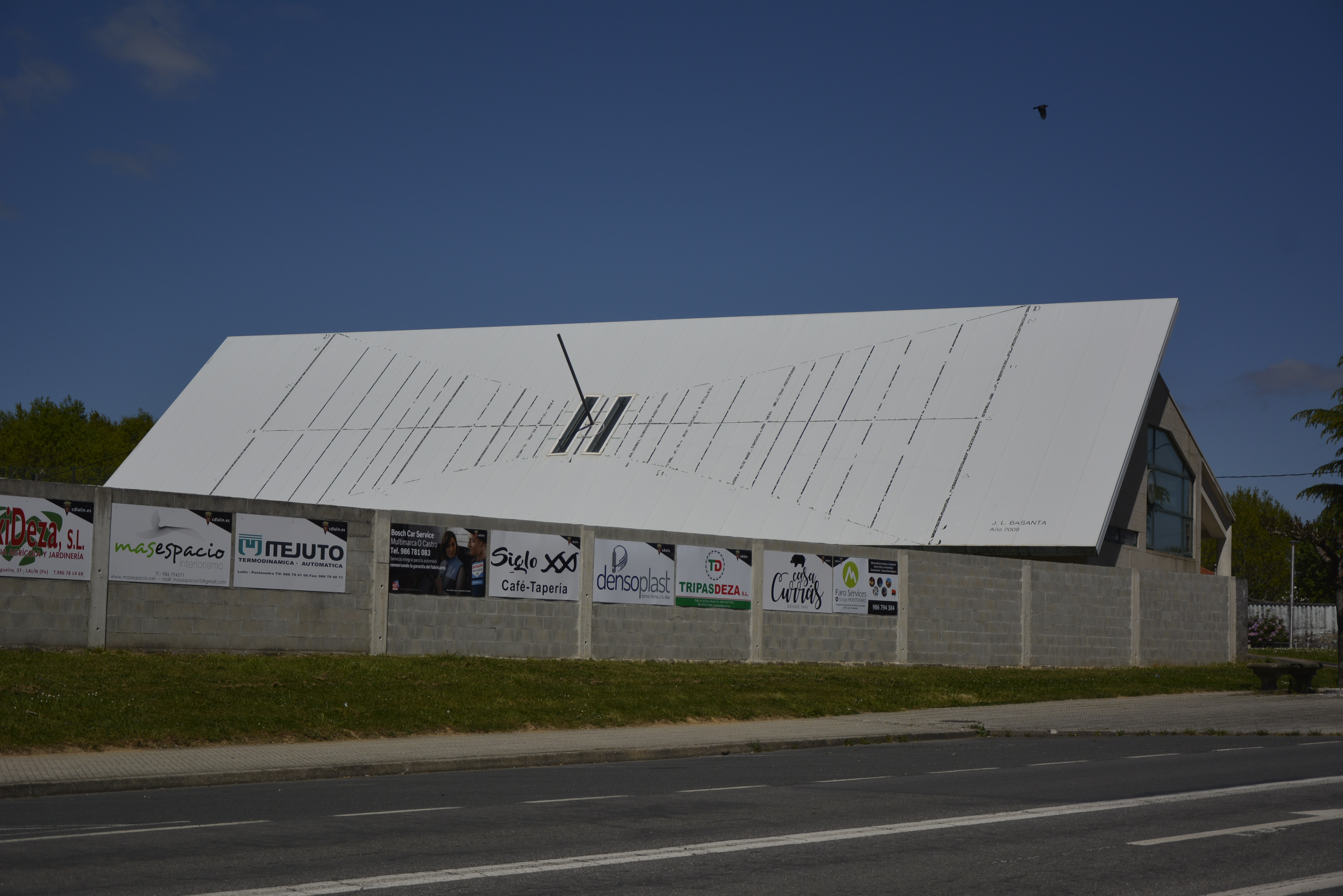
Reloj de sol polar monumental en Lalín

Las líneas horarias de este reloj son paralelas al stilo del reloj (generalmente en forma de rectángulo), siendo simétricas respecto a las XII. Existen disposiciones de este tipo de relojes con dos stilos, uno cubre las horas matutinas mientras que el otro lo hace con las verpertinas en estos casos se denomina reloj polar de estilo doble o de gnomon doble. Por regla general se considera un reloj polar aquel que posee su plano paralelo al eje terrestre (es decir inclinado un valor igual a la latitud {\displaystyle \varphi }) y orientado al mediodía del lugar. Las horas están espaciadas de acuerdo con una ley de tangentes que impide marcar las horas exactas del ocaso y del orto. La superficie de este reloj es siempre ortogonal a la de un reloj ecuatorial plano.

## Usos
El fácil trazado de este tipo de relojes y la disposición horaria tan especial ha dado lugar a su uso extensivo como relojes memoriales en los cementerios de Inglaterra y Estados Unidos. Este tipo de relojes posee forma de cruz que se inclina un valor igual a la latitud y se orienta al sur, de tal forma que un ortostilo decorado, o incluso una esquina de la cruz proporciona la sombra sobre los costados de la misma.